# Elverskud
Elverskud er en ballade for solister, kor og orkester af Niels W. Gade fra 1854.
Gades værkliste rummer mange koncertstykker af forskellig længde for orkester, kor og solister. Afhængig af hvilke man tæller med, er der op til 16 af dem, de fleste benævnt som ”kantate”. De største af værkerne kan vare op til en lille time. En del af stykkerne er nærmest semioperaer eller koncertoperaer med dramatisk udvikling.

## Tilblivelsen
I 1842 skrev Gade ”Agnete og Havfruerne” for solo, damekor og orkester, med tekst af H.C. Andersen, og samme Andersen havde i 1846 premiere på operaen ”Liden Kirsten” med musik af Gades svigerfar J.P.E. Hartmann. Begge var inspireret af danske folkeviser. Det kan have opmuntret Gade til at forsøge sig i samme motivkreds med et større koncertstykke. 
Den tidligste oplysning om Elverskud er en notits i et brev fra Gade i 1849, hvori han skriver, at han har ladet H.C. Andersen udarbejde en tekst. Uvist af hvilken grund blev den ikke brugt af Gade, men et udkast findes i Andersens efterladte papirer. Visse dele af teksten er overført til den endelige version. Den næste, der forsøgte sig med denne tekst, var Chr. K.F. Molbech, i hvis efterladte papirer findes en udgave, der er tættere på den endelige, som efter alt at dømme er udført af Gades halvfætter Carl Andersen og redaktør Gottlieb Siesby, mens det stemningsskabende kormellemspil ”I østen stiger solen op” blev digtet allerede 1837 af B.S. Ingemann og fik en melodi af C.E.F. Weyse samme år.
Det første blad i Gades partitur er dateret 12. december 1851, men i marts 1853 nævnes værket i et brev til Gade fra hans kone, som et han ikke havde tid til at arbejde på. I starten af 1854 udkom værket i et klaverarrangement på et tysk forlag med denne titel: ”Ballade nach Dänischen Volkssagen”, og d. 30. marts 1854 blev det uropført ved en abonnementskoncert i Musikforeningen, præsenteret som en ballade for soli, kor og orkester.

## Handlingen
Balladen er opdelt i 5 afsnit, en prolog, 3 ”akter” og en epilog.
1. I prologen får vi præsenteret status: at hr. Oluf er tiltrukket af elverpigerne, der til gengæld er et farligt bekendtskab.
2. 1. del indledes af koret, der fortæller, at hr. Oluf skal giftes, men situationen tilspidser, da Oluf til moderens forundring vil ride bort i natten. Han fortæller om sit splittede sind, der er delt mellem den tilkommende gulhårede og blåøjede brud og elverkongens datter, den sorte, dristige og forvovne. På trods af moderens advarsler rider Oluf bort.
3. 2. del starter med Olufs forsigtige ridt gennem den mørke og uheldssvangre skov, hvor han møder elverpigerne. Elverkongens datter udfordrer ham til at blive, men han nægter. Hun forbander ham, men han undslipper og rider mod hjemmet.
4. 3. del: Koret synger ”I østen stiger solen op”, og moderen er urolig, men endnu ikke klar over, hvad der er sket. Da Oluf ankommer, er det med døden som ledsager.
5. Epilog: Koret synger den korte morale, at man skal holde sig fra Elverhøj, for der ”lægges hjertet i dvale.”

Se hele teksten her. Arkiveret 16. januar 2014 hos  Wayback Machine

## Musikken
Gade var tilsyneladende ivrig efter at slå fast, at musikken ikke var bearbejdelser af folkeviser, derimod helt hans egen, men inspireret af viserne. Hørt i dag virker Elverskud også mere som en samling sange i den etablerede danske romancestil i vekselvirkning med afsnit, hvor Oluf, moderen og koret ”taler” med hinanden i operamaner. 
Elverskud har vist sig at være et af Gades mest populære værker. Ifølge en opgørelse i Inger Sørensens bog blev den opført mindst 184 gange i Gades levetid. En sådan succes er der næppe andre danske komponister, der har oplevet. Også i dag er værket populært, og 2 af numrene derfra, ”I østen stiger solen op” og ”Så tit jeg rider mig under ø”, bliver tit spillet som enkeltnumre.